# Hibbertia racemosa
Hibbertia racemosa är en tvåhjärtbladig växtart som först beskrevs av Stephan Ladislaus Endlicher, och fick sitt nu gällande namn av Ernest Friedrich Gilg. Hibbertia racemosa ingår i släktet Hibbertia och familjen Dilleniaceae. Inga underarter finns listade i Catalogue of Life.